# H.H. Babcock Company
Die H.H. Babcock Company war ein US-amerikanischer Hersteller von landwirtschaftlichen Geräten, Kutschen, Fuhrwerken, benzingetriebenen Personenwagen und Nutzfahrzeugen der Marke Babcock sowie Serien-Karosserien für Personenwagen, Nutzfahrzeuge, Ambulanzen und Bestattungsfahrzeuge aus Watertown (New York).
Die Automobile sind nicht zu verwechseln mit dem Babcock Electric der Babcock Electric Carriage Company in Buffalo (New York). Es besteht keine bekannte Verbindung zwischen den beiden Unternehmen.

## Pumpen und Fuhrwerke
Henry Holmes Babcock (1821–1903) kam aus Hamilton (New York) nach Watertown. 1841 heiratete er Eliza Wheeler († 1900). Aus dieser Ehe gingen vier Söhne und zwei Töchter hervor. 1845 begann er mit der Herstellung der Watertown Wind Mill, einer mit Wind betriebenen, hölzernen Wasserpumpe für landwirtschaftliche Anwendungen, die er auch beim Kunden installierte. Auch das Zubehör, insbesondere Zylinder, Tanks und hölzerne Wasserleitungen, baute er selber. Als eiserne Pumpen die hölzernen verdrängten verlegte sich Babcock in den frühen 1870er Jahren auf den Kutschenbau. 1878 nahm er seine Söhne George H., F.W., F.E. und Herbert P. in den Betrieb auf der nun H.H. Babcock & Sons hieß.

### H.H. Babcock Buggy Company
Das Unternehmen, immer noch zwischen 515 und 565 Factory Street und Factory Square gelegen, wuchs stetig. 1882 wurden R. P. und A. R. Flower zu Teilhabern und das Unternehmen zur H.H. Babcock Buggy Company umorganisiert. Es wurde zu einem der Branchenführer in den USA. 1883 verstarb Herbert Babcock. Das Unternehmen stellte nun eine breite Palette von Kutschen, Fuhrwerken und Pferdeschlitten her. Ende der 1890er Jahre übernahm man den lokalen Mitbewerber Watertown Spring Wagon Company. Nachfolger des Firmengründers Henry H. Babcock wurde sein Sohn George H. Babcock. Einen ersten Auftrag für Karosserien erhielt das Unternehmen nach 1900 von der Stadt Buffalo (New York), welche insgesamt 80 Omnibus-Aufbauten bestellte. Ob diese für die Straßenbahn oder für kleinere Linienbusse bestimmt waren, ist nicht bekannt. 1909 wurde mit der Watertown Carriage Company ein weiterer Konkurrent geschluckt.
Babcock entwickelte Nutzfahrzeugaufbauten für das Fahrgestell des Ford Modell T und dessen LKW-Version TT. Abnehmer waren Endverbraucher in der Region. Daraus entstand eine kleine Serienfertigung. Am besten verkauften sich Babcocks Delivery Vans und Depot Hacks. Schließlich wurde das Geschäft auf eine breitere Basis gestellt. Babcock verwendete seine eigene, patentierte Ganzmetall-Bauweise und bot sechs verschiedene Versionen an. Die Auftragsabwicklung erfolgte über regionale Ford-Händler. Bis September 1915 wurden ca. 1000 dieser Karosserien produziert.
Ein anderes Konzept verfolgten die Graham-Brüder, welche auch die Fahrgestelle anfertigten, Dodge-Motoren einbauten und die mit ihren Karosserien versehenen leichten LKW als Graham über die Dodge-Vertretungen auslieferten.

## Automobilbau

### Highwheeler
George Babcock ließ im April 1908 eine eigene Automobil-Abteilung einrichten. Gleichzeitig begannen die Arbeiten an einem Prototyp, mit dem im Winter 1908/1909 5000 Meilen (über 8000 km) zurückgelegt wurden. Dabei handelte es sich um einen einfach zu bauenden, kutschenähnlichen Highwheeler, der 1909 in zwei Versionen erschien: als Modell A High Wheel Buggy Runabout und Modell B High Wheel Surrey. Beide hatten Zweizylindermotoren mit 18 PS Leistung (nach damaliger Berechnungsmethode), riesige Kutschenräder mit 914 mm (36 Zoll) Durchmesser und Vollgummireifen. Der Zweisitzer Modell A hatte einen Radstand von 210 mm (83 Zoll), das Modell B 330 mm (13 Zoll) mehr. Den recht hohen Preis von US$ 1050 resp. US$ 1250 rechtfertigte Babcock damit, dass das Fahrzeug kein gewöhnlicher Highwheeler sei, sondern ein „richtiges“ Auto, nur mit extra großen Rädern. Die beiden Modelle blieben auch 1910 im Programm.
Es scheint, dass man bei Babcock erkannt hatte, dass dieser Markt einbrechen würde. Neue, solide Automobile zu immer günstigeren Preisen, wie sie Ford, Buick oder Rambler anboten, machten die plumpen Highwheeler unattraktiv und mit den eher hochpreisigen Vertretern dieser Gattung hatte Babcock erst recht ein Problem. Man setzte daher auch auf ein neues, moderneres Modell und bereits im folgenden Jahr gab es von Babcock keinen Highwheeler mehr.

### „Assembled Car“

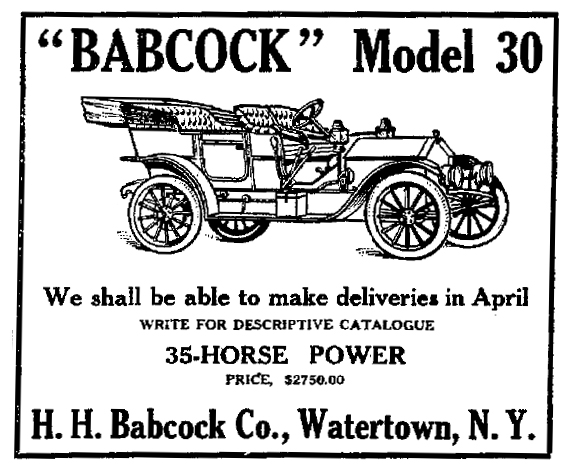
Anzeige für den Babcock Modell 30 Touring (1910)

Wirklich erfolgreich waren allerdings auch die nun folgenden Modelle nicht. Als erstes erschien das Modell 30, ein Touring car mit einem zugekauften Vierzylindermotor unbekannter Herkunft mit 30 PS. Mit dieser Leistung bei einem Preis von US$ 2750 war es an der Schwelle zum Luxusmarkt angesiedelt, konkurrierte aber mit bekannten Vertretern aus der oberen Mittelklasse wie dem Cadillac Model Thirty (33 PS, als Touring zwischen US$ 1700 und 1800) oder dem Chalmers Model Thirty (30 PS, als Touring nur US$ 1500). Ein Ford Modell T Touring war bereits ab US$ 780 zu haben.
Der Babcock 30 bestand aus zugekauften Komponenten, die bei Babcock lediglich montiert wurden. Solche Automobile wurden Assembled cars genannt und genossen nicht den besten Ruf. Einige der zahlreichen Hersteller (es gab auch Nutzfahrzeuge) sparten am falschen Ende, stimmten gelegentlich die Teile nicht richtig aufeinander ab und waren ohnehin nicht selten sehr kurzlebig. Babcock als großes Unternehmen mit langer Tradition dürfte seine Autos hingegen solide entworfen und gebaut haben.

## Übersicht Babcock Personenwagen
| Modell | Bauzeit   | Zyl. | Hubraum | HP   | Radstand mm / Zoll | Karosserie                | Listenpreis | Bemerkungen                    |
| ------ | --------- | ---- | ------- | ---- | ------------------ | ------------------------- | ----------- | ------------------------------ |
| A      | 1909–1910 | 2    | 157.1   | 18   | 83 / 2108          | High Wheel Buggy Runabout | US$ 1050    |                                |
| B      | 1909–1910 | 2    | 157.1   | 18   | 96 / 2438          | High Wheel Surrey         | US$ 1250    |                                |
| 30     | 1910      | 4    | 280,6   | 35   | 114 / 2896         | 5p Touring                | US$ 2750    |                                |
| D      | 1911      | 4    | 280,6   | 35   | 114 / 2896         | 5p Touring                | US$ 2500    | entspricht weitgehend dem „30“ |
| F      | 1911      | 4    | 334.0   | 40   | 120 / 3048         | 5p Fore-Door Touring      | US$ 3000    | Türen auch vorn                |
| F      | 1911      | 4    | 334.0   | 40   | 120 / 3048         | 7p Chauffeur-Limousine    | US$ 3000    |                                |
| F      | 1912      | 4    | 318,1   | 32,2 | 120 / 3048         | 7p Touring                | US$ 2000    |                                |
| H      | 1912      | 4    | 280.6   | 27,3 | 114 / 2896         | 7p Touring                | US$ 3000    |                                |
| K      | 1912      | 4    | 389.9   | 36,1 | 120 / 3048         | 5p Fore-Door Touring      | US$ 3000    | Türen auch vorn                |

Quelle
Neben diesen Automobilen baute Babcock auch leichte Nutzfahrzeuge. Im Dezember 1913 informierte George Babcock die Presse, dass der Automobilbau eingestellt würde.

## Wieder Karosserien für Nutzfahrzeuge
Wegen der Automobilproduktion waren die anderen Produktionszweige nicht vernachlässigt worden. Pferdegezogene Fahrzeuge entstanden noch längere Zeit danach, vor allem aber wurde der Karosseriebau für Nutzfahrzeuge vorangetrieben. Nach George Babcocks Tod 1916 folgte ihm sein Neffe H. H. Babcock als Präsident der Gesellschaft nach, ein Sohn des früh verstorbenen Herbert Babcock. Er weitete das Angebot auf Fahrgestelle von Dodge Brothers aus.

## Ambulanzen und Krankentragen
Babcock bewarb sich auf eine Ausschreibung des Medical Corps der US-Armee über 500 (oder je nach Quelle 600) Ambulanzen und erhielt im März 1917 den Zuschlag. Die Vorgaben lauteten:
- Länge: 8 Fuß (2438 mm)
- Breite: 5 Fuß (1524 mm)
- Höhe: 4 Fuß 8 Zoll (1422 mm)
- Raum für 4 Krankentragen (jeweils 2 übereinander angeordnet)

Ungefähr für die Zeitspanne zwischen dem Kriegseintritt der USA im Ersten Weltkrieg am 6. April 1917 bis zum Kriegsende war Babcock ausschließlich für das Militär tätig. Im Juni 1917 bestellte das Heer noch einmal 3500 Stück, gefolgt von einem Auftrag über 90.000 Krankentragen im September. Das War Department attestierte der Babcock-Ambulanz Überlegenheit über die Konkurrenzmodelle und bestimmte, dass ausschließlich sie bei der American Expeditionary Force in Europa verwendet werden sollten. Letztlich wurden über 5000 Exemplare an die Front nach Frankreich und Italien geschickt.

## Neue Geschäftsfelder
Es war naheliegend, dass Babcock vom guten Ruf seiner Armee-Ambulanzen und dem bei deren Bau gewonnenen Erfahrungen profitieren wollte. So entwickelte man nach dem Kriegsende zivile Versionen und brachte auch ein davon abgeleitetes Bestattungsfahrzeug auf den Markt. Wiederum waren diese Aufbauten an die Chassis des Ford T und TT sowie des leichten Dodge-LKW angepasst und konnten über die entsprechenden Händlernetze geordert werden. Damit war Babcock jahrelang auch im hart umkämpften Markt in dieser in den USA Professional cars genannten Sparte erfolgreich. Zusätzlich wurde die Produktion der normalen Nutzfahrzeug-Varianten wieder aufgenommen. Später kamen der LKW-Hersteller Federal Truck Company hinzu und größere Unternehmen ließen ihre Lieferwagen-Flotten bei Babcock nach ihren Wünschen aufbauen.
Die Lieferungen an Dodge versandeten allmählich bis auf Sonderanfertigungen in Kleinserien, nachdem Graham ein USA-weites Alleinvertriebsrecht für Dodge-Lieferwagen hatte und schließlich ganz in Dodge integriert wurde. Babcock fand allerdings neue Abnehmer in White, Oldsmobile und GMC, und Ford blieb bis zuletzt Kunde.
1925 wurden 500 Taxis an die Century Taxicab Association Inc. ausgeliefert.

### „In The White“
Die Professionalisierung des Karosseriebaus und das rasant wachsende Auftragsvolumen führten in der Autoindustrie zu einer Arbeitsteilung. Manche Hersteller von Serienkarosserien beschränkten sich nun auf die Produktion der reinen Karosserie ohne Lackierung, Beschläge, Zierteile und Innenausstattung. Dieses Zwischenprodukt wurde Body in the white genannt. Die Komplettierung erfolgte entweder beim Autobauer oder in einem darauf spezialisierten Unternehmen. Einen solchen Betrieb richtete auch Babcock mit der Gründung einer Tochterfirma ein, der Babcock Manufacturing Supply Company.

### Dodge Town Car
Ab etwa 1919 begann Babcock, Town Car-Karosserien für verlängerte Dodge-Fahrgestelle herzustellen. Der Markt dafür war klein und die Karosserien wurden wahrscheinlich nur auf Bestellung angefertigt. Dennoch blieb diese Version mehrere Jahre im Programm. Ein Käufer eines solchen Fahrzeugs war der Bankier und Investor J. P. Morgan, der sich 1922 ein besonders opulent ausgestattetes Exemplar zulegte.
Ein Einzelstück war wahrscheinlich ein sportlicher Roadster mit ausgeschnittenen Türen, den Babcock auf dem Chassis eines Dodge 116 aufbaute. Die Karosserie ist sehr leicht und besteht aus einer Holzkonstruktion die, ähnlich dem Weymann-Patent, mit imprägniertem Stoff bespannt ist. Das Auto wurde auf dem New Yorker Automobilsalon im November 1923 gezeigt und existiert noch in sehr gutem Originalzustand.

## PKW-Karosserien in Serie

### Ford
Ford war der erste Kunde, der bei Babcock Standard-Karosserien für Personenwagen fertigen ließ. 1919 wurde Babcock einer von mehreren Lieferanten für viertürige Sedan-Aufbauten für das Modell T. Ford hatte nicht die Absicht, sich von einem einzelnen Zulieferer abhängig zu machen.

### Franklin
Im August 1919 gewann man die H. H. Franklin Manufacturing Company, Herstellerin der gleichnamigen Oberklassefahrzeuge mit Luftkühlung, als Kunden. 1922 ging eine Bestellung über 250 Touring Limousine Karosserien ein. Die fertigen Fahrzeuge hatten einen Listenpreis von US$ 3150. Die Zusammenarbeit mit Franklin dauerte bis Mitte der 1920er Jahre als die Walker Body Company in Amesbury (Massachusetts) den gesamten Karosseriebau für diese Marke übernahm. Die Zahl der Beschäftigten stieg von 240 im Jahr 1918 auf 375 zwei Jahre später. In Baltimore (Maryland), Des Moines (Iowa) und Toronto (Ontario, Kanada) richtete Babcock Verkaufsniederlassungen ein.
Gleich zwei Mal innert Jahresfrist wurde Babcock von Feuersbrünsten heimgesucht, einmal im Mai 1920 und ein zweites Mal im Januar 1921. In der nächsten Zeit arbeitete Babcock mit auf 250 Mitarbeiter reduzierter Belegschaft. Die Abläufe wurden neu organisiert und es gab nun eine klare Trennung zwischen PKW- und Nutzfahrzeugkarosseriebau.

### Lincoln
Lincoln bestellte 1922 510 Karosserien bei Babcock, darunter im Mai 1922 50 Sedan-Karosserien für das Modelljahr 1923 und weitere 260 im November. 1924 stieg dieses Auftragsvolumen auf 1331 Einheiten, darunter 120 Sport Sedan im Juni.

### Wills Sainte Claire
Ab Oktober 1923 lieferte Babcock auch Serienkarosserien für den relativ jungen Luxuswagenhersteller Wills Sainte Claire Motor Company in Marysville (Michigan). Dessen Inhaber, der ehemalige Ford-Manager Childe Harold Wills (1878–1940), war bekannt als äußerst penibler Qualitätskontrolleur, der oft das Fließband stoppte und damit die Produktion stocken ließ, um einen Fehler zu beheben. Vorerst wollte das Unternehmen 200 Roadster-Karosserien und, wichtiger noch, 250 für 7-sitzige Sedan mit der Auflage, dass fertige Fahrzeuge bereitstehen mussten für die New York Automobile Show die damals noch jeweils im Januar stattfand. Die Fahrzeuge wurden gut aufgenommen und im Monat nach der Ausstellung orderte Wills Sainte Claire weitere 500 Roadster- und 250 Sedan-Karosserien. Dies wiederum veranlasste Babcock, das Aktienkapital um US$ 250.000 zu erhöhen, um mit diesem Geld Material und Löhne zu bezahlen. Die Mitarbeiterzahl stieg bis Mitte März auf 550. Babcock baute nun allein für Lincoln und Wills Sainte Claire durchschnittlich 80 Karosserien pro Woche.

### Dodge Station Wagon
Babcock fertigte auch Suburban Wagons in Serie. Das sind Kombis mit Holzaufbau, heute oft „Woody“ genannt. Als Kunden dachte man unter anderem an die Besitzer von Wochenendhäusern, Jäger und Fischer. Babcock nannte diese Fahrzeuge „Estate Car“. Meist wurden Dodge-Fahrgestelle verwendet. Eine kleine Anzahl erhielt auch Metall- statt Holzpaneele; die Struktur war auch hier aus Holz.

## Niedergang
Andere Kunden waren White, Oldsmobile und GMC. 1922–1923 konnte eine kleine Serie von Aufbauten für den ersten Personenwagen von Duesenberg, das 1920 vorgestellte Modell A, geliefert werden.
In der zweiten Hälfte der 1920er Jahre begann ein Konzentrationsprozess unter den Herstellern industriell gefertigter Karosserien. Babcock gehörte wegen seiner kritischen Größe und ungünstigen Lage zu den Verlierern dieser neuen Wirtschaftssituation, die noch verschärft wurde durch einige sehr mächtige Konkurrenten wie Briggs, Budd oder Murray mit besten Beziehungen zu den Automobilherstellern.
Babcock musste im Juli 1926 Insolvenz anmelden, obwohl Aufträge bis 1928 vorlagen. Zu diesem Zeitpunkt beliefen sich die Forderungen von 250 Gläubigern auf US$ 605.000, von denen US$ 485.000 durch Hypotheken und andere Sicherheiten abgedeckt waren. Die Gläubiger formierten die H.H. Babcock Equipment Corporation als Auffanggesellschaft und verkauften diese an deren Geschäftsführer C. Wesley Gamble, der sich intensiv aber erfolglos um Aufträge bemühte. Im Juli 1928 wurden die letzten Karosserien ausgeliefert und das Werk schloss am 1. August 1928 seine Tore.

## Arcadia
Die Presswerkzeuge, Formen und Rechte an den leichten Nutzfahrzeugaufbauten gingen an die Arcadia Truck Body Company in Newark (New York), eine Tochtergesellschaft der Arcadia Trailer Corporation. Von hier wurden sie kurze Zeit unter dem eingeführten Markennamen Babcock vertrieben. Das endgültige Aus für die Marke Babcock kam kurz nach der Fusion von Arcadia mit der Associated Autocraft Industries, Inc., einem in Syracuse (New York) ansässigen Betrieb, der überwiegend Aufbauten für Schulbusse herstellte. das Unternehmen geriet bereits im September 1930 ebenfalls in die Insolvenz und wurde geschlossen. Noch im gleichen Jahr kaufte der Wertstoffhändler Abe Cooper Watertown Corporation die Fabrikanlage und den größten Teil des verbliebenen Inventars und nutzte die Immobilie bis zu ihrem Abbruch 1979 als Lagerhaus.